# Château des Gaucelm
Le château des Gaucelm est un château situé à Lunel, dans le département de l'Hérault et la région Occitanie.

## Historique
L'ensemble formé par la tour des prisons, le porche Notre-Dame, l'ancienne viguerie, en totalité, et les façades et les toitures de l'ancienne halle aux poissons sont inscrits au titre des monuments historiques par arrêté du 17 août 1998.
Le bâtiment est un témoin de l'histoire de l'institution dans la ville de Lunel. Il présente des caractéristiques architecturales de qualité, notamment avec le porche et la tour des parties médiévales de l'enceinte castrale, mais également à la décoration de façade de la Renaissance et à l'escalier en vis du logis, ainsi qu'au style architectural néoclassique du premier quart du XIXe siècle pour la façade et le vieux halle aux poissons. Cet ensemble a une importance historique et archéologique indéniable.

## Architecture

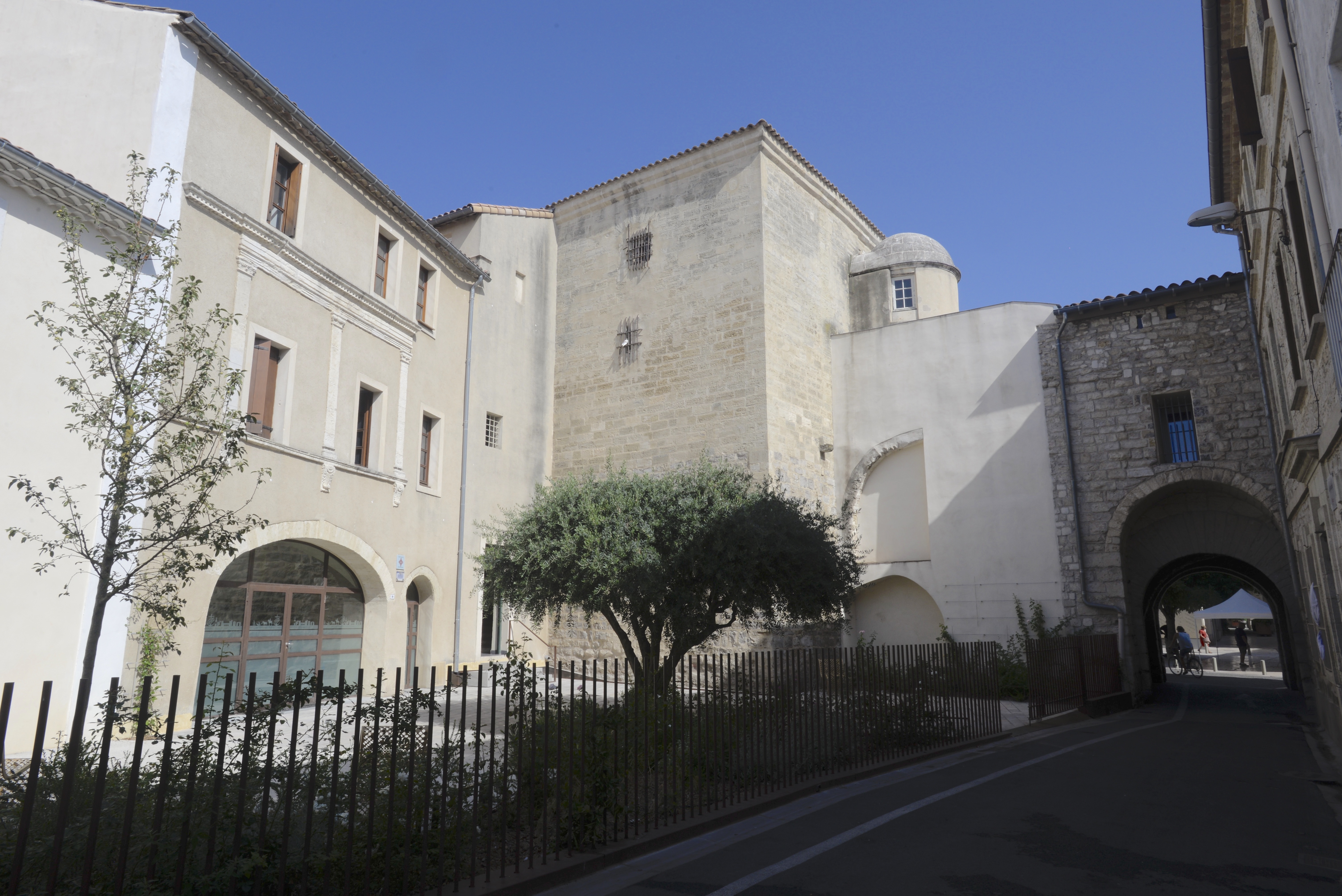
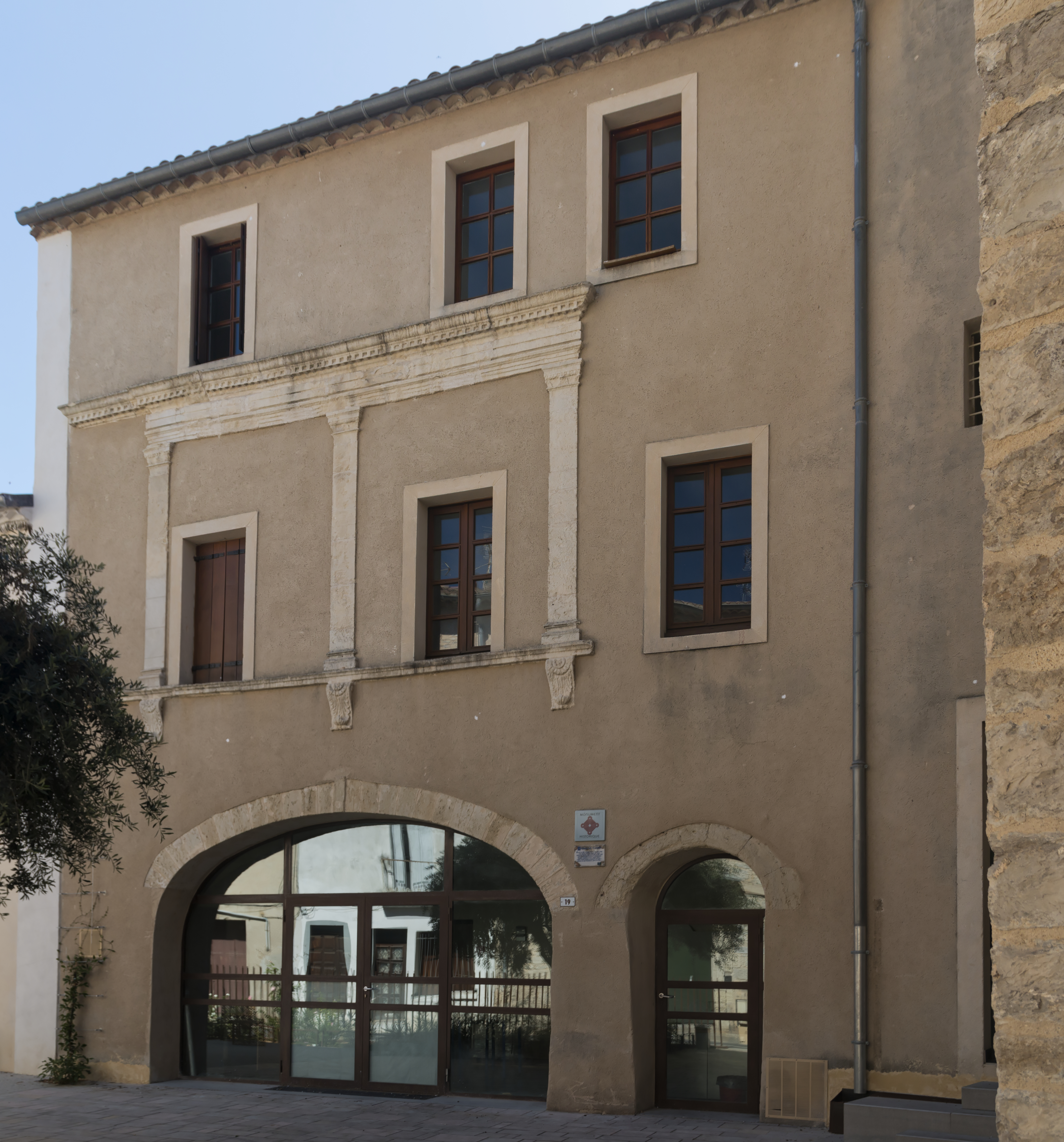